# 加藤繁秋
加藤繁秋（日语：／ Kato Shigeaki */?，1947年6月11日—2022年8月17日），日本政治人物，日本社会党党员。曾任众议院议员。

## 生平
香川县丸龜市出身。曾在高松邮局工作，历任日本社会主义青年同盟中央部副委员长，日本社会党香川县政策审议会事务局长，日本社会党香川县组织部长。1990年当选众议院议员。2022年8月17日因胰臟癌逝世。

## 外事访问
- 1993年9月20日至24日，应中国共产主义青年团中央委员会邀请，以局长加藤繁秋为团长的日本社会党青少年局代表团一行3人对北京进行了工作访问，团中央书记处第一书记李克强、书记处书记赵实分别会见和宴请了代表团。团中央国际联络部副部长曹卫洲与代表团进行了会谈[2]。

- 1994年4月13日，李登輝接見日本眾議院前副議長村山喜一，及前眾議員加藤繁秋、常松裕志[3]。